# مطبخ جزائري
يتميز الطبخ الجزائري بثروة مستمدة من الإنتاج البري والبحري، وهو مطبخ متوسطي وشمال أفريقي قائم على المطبخ العربي والأمازيغي والتركي والفرنسي. يقدم مجموعة متنوعة من الأطباق اعتمادا على المنطقة والموسم، والتي تعطي لوحة مطبخية متنوعة جدا. هذا المطبخ الذي يستخدم العديد من المنتجات، لا يزال قائما على الخضروات والحبوب التي كانت دائما تنتج في وفرة في البلاد، والتي كانت تسمى سابقا «مخبز روما» ثم «مخبز أوروبا». وبالإضافة إلى ذلك، ساهم تاريخ الجزائر الغني في توفير وفرة من الأغذية من فترات ومناطق مختلفة من العالم. في الواقع، كانت الفتوحات أو النزوح الديموغرافي نحو الأراضي الجزائرية أحد العوامل الرئيسية للتبادل بين الشعوب المختلفة (الأمازيغ والعرب والأتراك والأندلس والفرنسيين والإسبان). من بين جميع التخصصات المطبخية المتاحة في الجزائر، يبقى الكسكس النوميدي الأكثر شهرة، والمعترف به كطبق وطني، فضلا عن المعجنات التقليدية والمسماة «المعجنات الشرقية» في الدول الغربية. على الرغم من انتقالها شفهيا تاريخيا، من جيل إلى جيل، وهناك الكثير والكثير من الكتب المكرسة للمطبخ الجزائري.
يجمع المطبخ الجزائري بين مجموعة متنوعة من المكونات بين الخضار والفواكه والتوابل واللحوم والأسماك والمأكولات البحرية والخضروات والفواكه المجففة. وغالبا ما تستخدم الخضار للسلطات والحساء والطاجين والكسكس والأطباق بالمرق. يستعمل كثيرا الجزر والقرع والبطاطا والفاصوليا الخضراء والفاصوليا واللفت، الباذنجان، البسباس، القرنون، ترفاس...

## توابل وبهارات

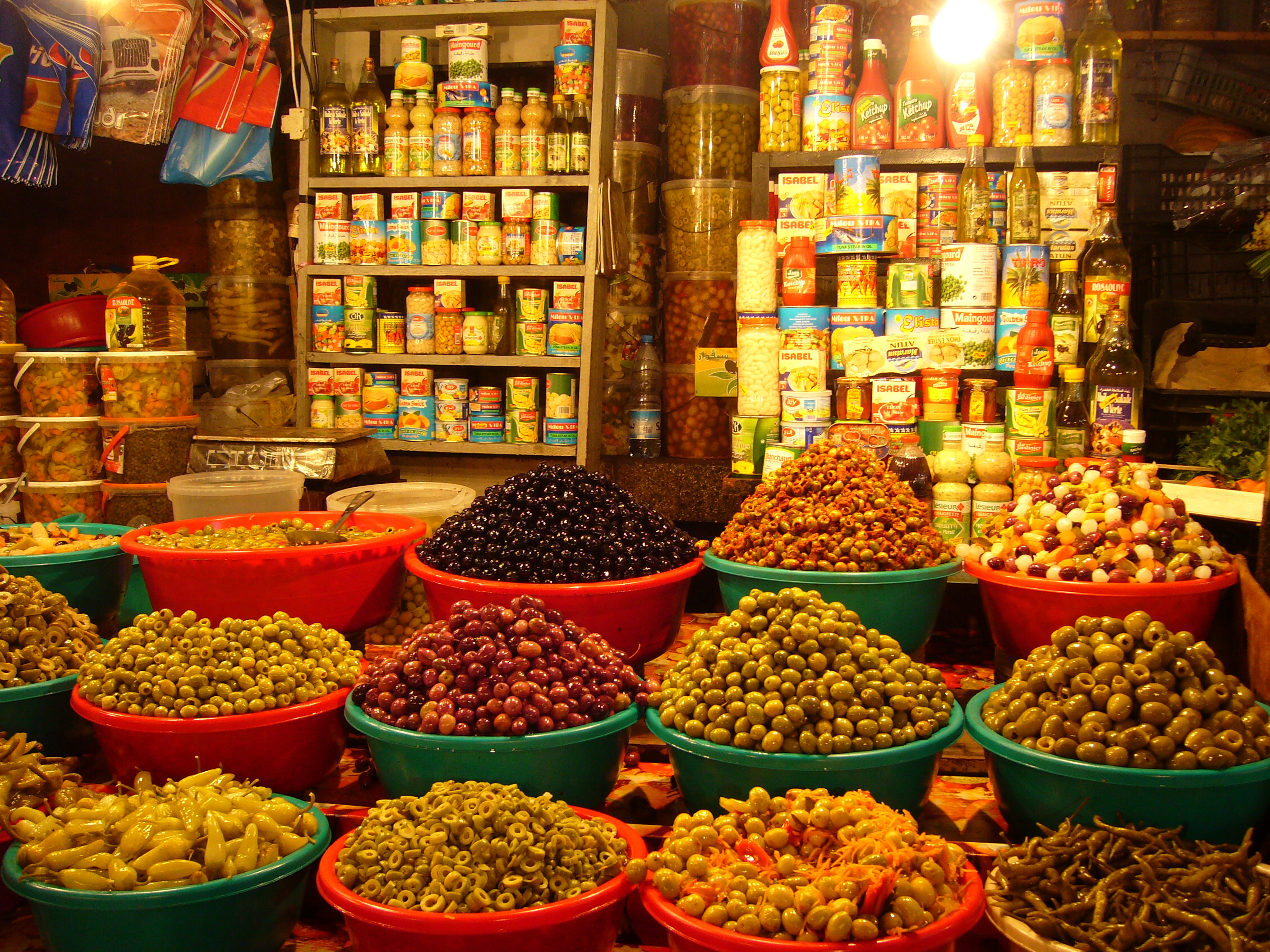
حانوت لأنواع مختلفة من الزيتون والفلفل في سوق الحطاب (عنابة).

تلعب التوابل دورا رائدا في المطبخ الجزائري. عدد قليل من الأطباق لا تستخدمها. الزعفران، الشبت، القرنفل، الكزبرة، الزنجبيل، الفلفل الحلو، الكمون، الفلفل، الكركم وكذلك الكاري، الثوم أو حبة البركة (تنمو في الجزائر). مزيج من التوابل المختلطة مثل الزعتر أو رأس الحانوت (يوجد في جميع أنحاء الجزائر في كل محلات البقالة والأسواق) هي في غاية الأهمية في هذه المأكولات. الفلفل الحار، أيضا يحظى بشعبية كبيرة، وكذلك الزيتون.
يستخدم البصل أيضا على نطاق واسع وخاصة في إعداد الطواجن. وتستخدم الأعشاب العطرية بوفرة لتعزيز طعم الأطباق وتعطيرها؛ البقدونس، إكليل الجبل، أوريغانو، الشمر، الزعتر، اليانسون، إكليل الغار، الريحان هي أفضل الأمثلة المعروفة. القرفة تحظى بشعبية كبيرة، وكذلك الحلبة ولويزة مع الخصائص الطبية المعترف بها وكذلك القزحية وزهرة الخزامى (موجودة في مكونات رأس الحانوت). ماء الزهر (ما زهر) أو ماء زهر البرتقال يستخدم على حد سواء لتزيين الأطباق وأيضا جزء من تكوين بعض المعجنات. وتستخدم المكونات الأخرى مثل النعناع في إعداد الشاي بالنعناع الشهير.

## تخصصات الطهي

### خبز ومخبوزات

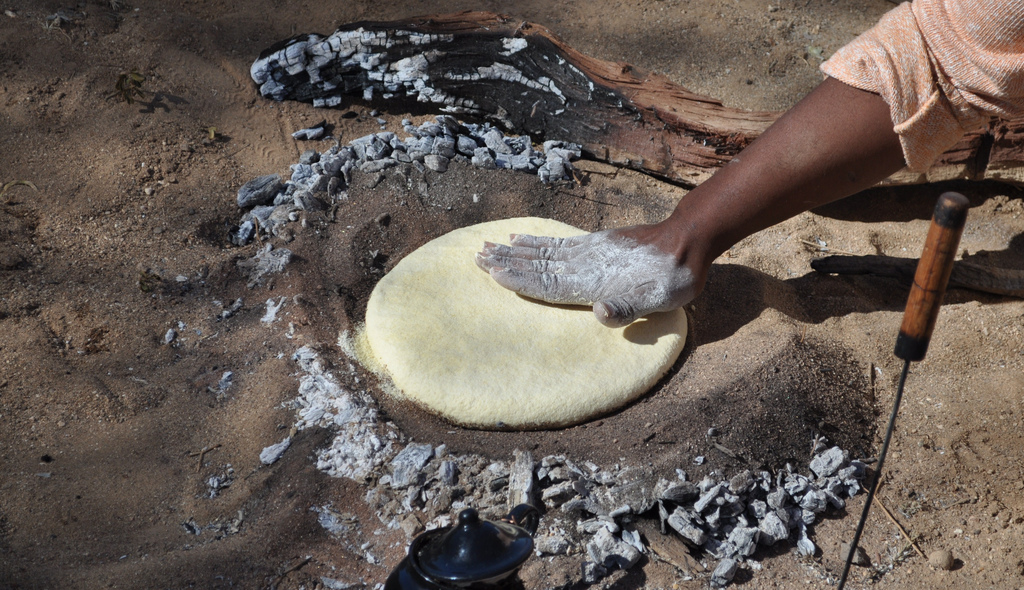
إعداد تاڨويلا في الغصور.

الخبز غذاء لا غنى عنه في الجزائر. وهو موجود في جميع وجبات الطعام الجزائرية. إلى جانب الماء، الخبز هو رمز للحياة ونعمة من الله، حيث يسمى في الدارجة الجزائرية «نعمة ربي» أو «النعمة». صنع الخبز من قبل المرأة الجزائرية خلال شهر رمضان هو تقليد دوري. عدد قليل من الأسر في الجزائر تشتري الخبز المخبوز من قبل الخباز خلال هذه الشهر.

الكسرة.

تتميز الجزائر بمجموعة أخباز تقليدية كبيرة جدا. نجد على سبيل المثال الكسرة، خبز-فطير أصله من شرق الجزائر، لديه سمك رقيق ويرافق الأطباق الممرقة أو يمكن أن يقدم مع الزبدة والمربى أثناء الإفطار، أيضا بالحليب أو اللبن. الحرشة أو المبسس، كعكة السميد التي تستهلك بشكل أساسي في وجبة الإفطار، يرافقها المربى أو العسل.
ويوجد أيضا أعداد كبيرة من خبر الخمير: نجد من بينها المطلوع الذي يستهلك خاصة مع الأطباق التقليدية التي تحتوي على كمية كبيرة من المرق مثل الطواجن أو حريرة، و الحساء؛ تاڨويلا، خبز الطوارق يخبز على الرمال الساخنة المكثفة المغطاة بالجمر الساخن والتي يمكن أيضا أن يكون بمثابة الطبق الرئيسي عندما بفتت؛ تامتنت، الخبز القبايلي المقلي في بعض الأحيان أو المخبوز. خبز اللحم، والخبز المصنوع من الشعير، وأخيرا خبز الدار أو خبز الكوشة، والخبز القديم للمدن الحضرية في الجزائر، خبز معطر في كير من الأحيال بالكمون، يستهلك بشكل رئيسي خلال فترة شهر رمضان المبارك. وهناك أيضا مخبوزات بسيطة، نموذجية من الواحات، مثل فرصة يابسة من وادي ريغو والملوي، خبز رقيق جدا يتميز بأنه ورقي أو أيضا المورق. يمكننا أن نميز الخبز عن الآخرين من خلال الطهي بالأخص تاڨويلا، مثل خبز النور من الساورة، المطبوخ في الفرن التقليدي، خبز القلة، خبز من أدرار، المطبوخة على إبريق خزف حار ومغموم فوق الحجارة الساخنة.
وهناك أيضا الخبز المحشو الذي تستهلك على نطاق واسع في الجزائر مثل المخلعة محشوة باللحم المفروم والخضار، والمختومة من الصحراء هي فطيرة محشوة باللحم المفروم والفلفل والطماطم والزيتون والجبن مع الزعتر، أو أيضا المطبقة من بسكرة والوادي مع الجزر والطماطم والفلفل الأحمر والفلفل والدهون الحيوانية (لحم الضأن أو الجمل)، يرافقه زيت الزيتون.
وإلى جانب الخبز التقليدي، فإن وجود الباڨيت الفرنسي على الجداول الجزائرية هو الأبرز، وسبب وجوده يرجع إلى الهجرة الفرنسية إلى الجزائر. وهو واحد من الخبز الأكثر شعبية في المدن الشمالية الكبيرة. يتنافس الخبز الفرنسي مع «خبز الدار»، والمطلوع، والكسرة، وآغروم خلال عشاء شهر رمضان. وأيضا يستخدم الرغيف الفرنسي لإعداد السندويشات التقليدية بالكارانتيكا أو الكاشير.

### طبق أول

#### سلطات

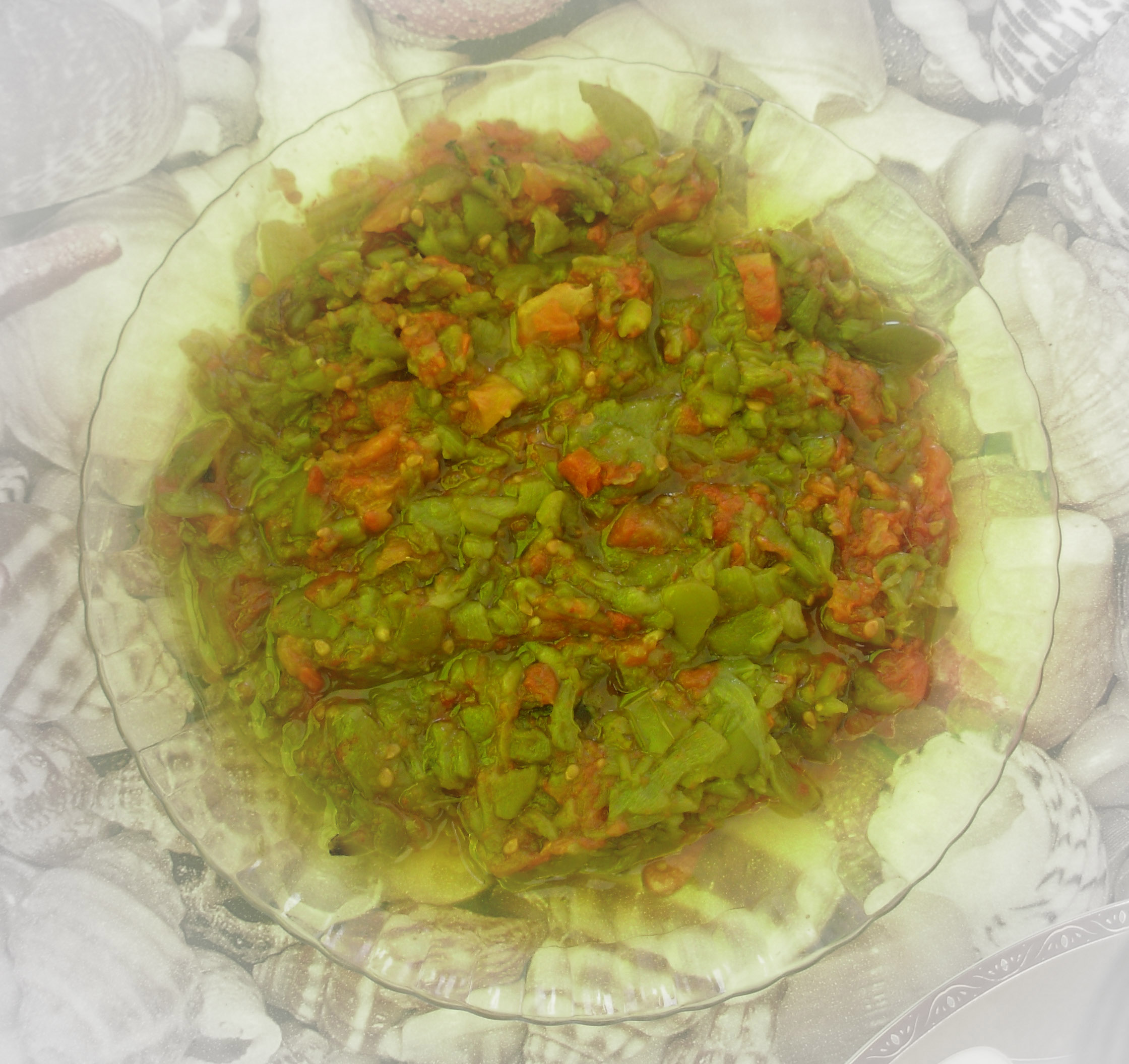
طبق حميس بزيت الزيتون.

المطبخ الجزائري يحتوي على عدد كبير من السلطات الباردة والساخنة. ويستخدم الجزائريون أيضا في صب سلطاتهم بضع قطرات من زيت الزيتون من منطقة القبائل، والأكثر شهرة في البلاد.
من أشهرها الشكشوكة وتستهلك البارد أو الساخن، والتي يمكن اعتباره سلطة أو طبق صيفي كامل مصنوع من الطماطم والفلفل والبصل في كثير من الأحيان مزخرفة بالتوابل والثوم. شكشوكة قد تختلف حسب المنطقة. ويرافقها أحيانا البيض والكفتة في بعض مناطق الجزائر والبطاطا والزيتون... دائما مع الفلفل، وهناك الحميس الشهير جدا، وهو سلطة من الفلفل المشوي يرش بزيت الزيتون والثوم والبقدونس، ولكن أيضا الزفيطي من قبيلة أولاد نايل، تعد باستخدام مدقة خشبية مع كسرة مفرومة والفلفل الحار.

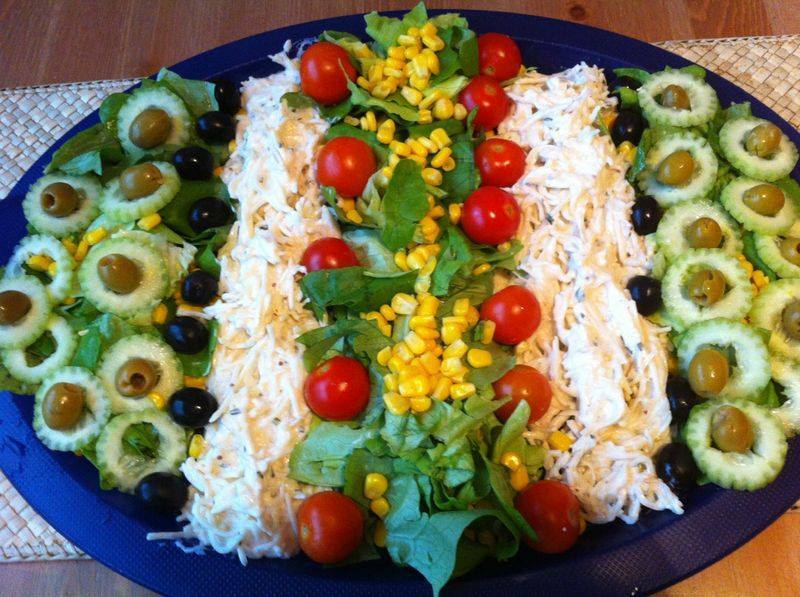
سلطة الأعراس.

وهناك أيضا سلطات الحضرية، مثل الطرشي الخاص عنابة الصنوع من الجزر والزيتون والخضار المسكرة والثوم، وخردل الجزائر العاصمة والبلدة، وهي سلطة مالحة مملحة مصنوعة من التفاح، السفرجل، اللفت، يرافقها خلاصة من السكر والخردل والخل، نتشوبة المصنوعة من الطماطم والأنشوجة والزيتون والثوم أو دانيال أيضا في عنابة، وهي سلطة السردين الباردة المطبوخة في الزعتر وأكليل الغار والثوم.
في الأعراس الجزائرية وخلال شهر رمضان، تقدم سلطة تقليدية تختلف من منطقة إلى أخرى، معدة من الخضروات النيئة: الجزر المبشور والذرة والشمندر والخس والخيار والطماطم والقرن والجبن الطازج والشمر والزيتون... حيث يتم إضافة سمك التونة والبيض المغلي الصلب وأحيانا المأكولات البحرية، وهناك أيضا سلطة الأرز المصنوعة من الذرة والتونة والأرز التي تستهلك أكثر في حفلات الزفاف أو في رمضان.

#### حساء

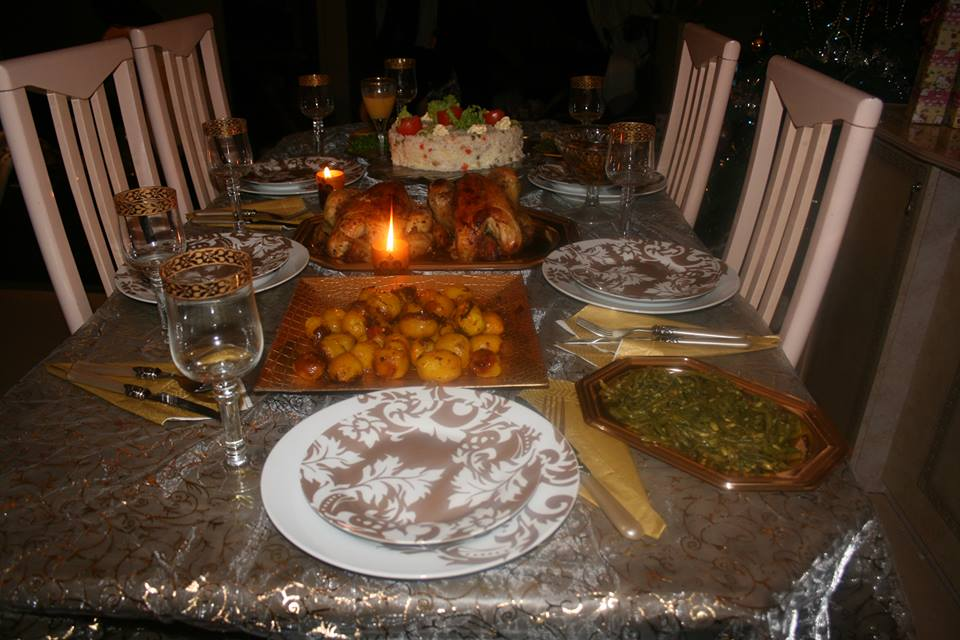
عشاء جزائري

لدى الجزائر أربع أنوع من الحساء التقليدي المستهلك كثيرًا في جميع أنحاء البلاد: الشوربة، الحريرة، الجاري ,وتشيشة. يتم تقديم هذه الأنواع الجزائرية التقليدية في بداية الوجبة كمحضر ويتم إعدادها بشكل رئيسي من لحم الضأن أو الكبش أو لحم الدجاج والحمص والطماطم والشعيرية والقمح والتوابل ومختلف الخضروات والبقوليات. أشكال الحساء هذه هي الأكثر شعبية خلال شهر رمضان المبارك.
مع هذا، من بين جميع أنواع الحساء الموجود في الجزائر، الحساء الوطني هو الشوربة، و الحريرة,الموروث من الفترة العثمانية. ويأتي في مجموعة رائعة من الوصفات وفقا للمناطق والمدن والواحات والقرى (دوار، دشرة). نجد على سبيل المثال شوربة بيضا (بيضاء) في الجزائر العاصمة، مع الدجاج والشعيرية، وقليلا من التتبيل، شوربة المرمز في المدية، شوربة الفريك تعود أصولها للأوراس، وقسنطينة وسطيف والهضاب العليا التي تحتوي على القمح الأخضر المسحوق (الفريك) واللحوم والخضروات، شوربة مقطفة (الشعيرية)، شوربة حمرا (حمراء) باللحوم وتحتوي على كمية كبيرة من الخضروات، وشوربة العدس (شوربة بالعدس والجزر والبطاطا)، شوربة بالحمام حيث يطهو الحمام ببطء ويعد في صلصة مع الكزبرة، والبقدونس، والكرفس، والزنجبيل والكمون والزعفران. النقطة المشتركة بين كل هذه الشوربات هي أنها معطرة بالكزبرة. في الجزائر، يتم طهي الشوربة,و الحريرة، يوميا خلال شهر رمضان، وتقدم عادة للفقراء. في الوقت الحاضر، توجد في مطاعم الذواقة.
من أصل أندلسي، الحريرة هو الحساء الأكثر شعبية القطاع الوهراني بجانب الشوربة. ويرجع استهلاكها إلى مساهمة الطعام الأندلسي في الجزائر قبل سقوط الأندلس. في الواقع، تم إخاله في 902 من البحارة الأندلسية، أبو محمد بن محمد بن عون وعبدون ومجموعة من البحارة، بدعم من أمراء قرطبة الذي أسس وهران. يختلف هذا الحساء بأسلوبه في الطبخ، بمعنى أنه يتم طهيه على مرحلتين: التقطاع المخصب بالبقوليات والأطعمة النشوية واللحوم، والتدويرة وهو العجين المخمر الذي يعطي نسيج سميك. ومن بين أشهر الحريرة، يمكن تمييز حريرة بالخضرا (خضروات) التي تستهلك معظمها في مدينة تلمسان وندرومة وهران، وحريرة بالزعتر المستهلكة في قرى القطاع الوهراني، وحريرة سيدي بلعباس، حيث يتم خلط جميع المكونات قبل التحضير وأيضا حريرة البليدة، بدون تدويرة، مع الخضروات الطازجة المعطرة بالكروياء. كما تعد الحريرة أيضا في مدينة الجزائر وبجاية، المتأثيرة بمورسكيون قرطبة، وتدعى حريرة قارصة وذلك بسبب حموضتها الواضحة الناتجة عن الليمون أيضا تتواجد ببشار، حيث تحتوي على حبوب وكثير من توابل المنطقة. ويرافق الحريرة دائما طبق حلو لكسر حموضتها.
الجاري وهو الحساء التقليدي من قسنطينة والأوراس. وغالبا ما يشبه هذا الحساء الشوربة، ولكن الفرق هو أنه أكثر سيولة، أي اسم على مسمى. الجاري الأكثر إستهلاكا هو الذي يعتمد على القمح الأخضر المسحوق، واسمه جاري بالفريك أو جاري حمر؛ وهناك أيضا نوع آخر يعتمد على الأرز في صلصة بيضاء يسمى جاري بيض، جاري مقطفة يعتمد على الفاصوليا الجافة والمعكرونة اليدوية أو الجاري بالف يعتمد على الفول والطماطم.
تشيتشا، حساء يشبه الشوربة، مصنوع من سميد الشعير. كما يأتي في عدة أصناف، وأشهرها بالزعتر البري من القطاع الوهراني، ويدعى تشيتشا الزعتر وشيتشة القما القمح التي تحتوي على حبوب القمح.

#### مغلقة ومحشوة
يتميز المطبخ الجزائري بوجود المعجنات المحشوة. في الواقع، هناك عدد كبير من المعجنات المحشوة مثل قالدي المحشو بالفلفل والطماطم والجبن واللحم المفروم أو التونة، وغالبا ما تباع في مطاعم الوجبات السريعة. البوراك، الموروث من العصر العثماني، هي سيقار مقلي المصنوعة من صفائح المعجنات المحشوة وفقا للمناطق. البريك على شكل مربع، ويسمة بريكة أو بوراك عنابي، لأن أصوله من عنابة، ويعرف من بحجمه الكبير والحشوات المختلفة. وهناك المعجنات المحشوة المشهورة جدا من الأقدام السود وهي الكوكا، مختلفة من الكوكاس الكاتالونية.. لا يزال هناك لادجينس بورجيس التي المقلية محشوة من الجزائر.

#### مدخلات أخرى
معقودة المعدة بالبطاطة هي كرات صغيرة بفضل أن تؤكل ساخنة على أن تأكل باردة.لا يستغنى عنه تقريبا خلال شهر رمضان المبارك في الأطباق الجزائرية. يتم إعدادها في بعض الأحيان مع سمك التونة أو السردين المشوي أو الكفتة أو المرقاز، كما يتم تحضيره مع البقدونس والثوم والكركم أو الزعفران. ثم يتم وضعها في الدقيق ثم في القلي ليصبح لونها ذهبي.

### أطباق تقليدية
الجزائر لديها مجموعة من الأطباق التقليدية غنية ومتنوعة للغاية.

#### كسكس

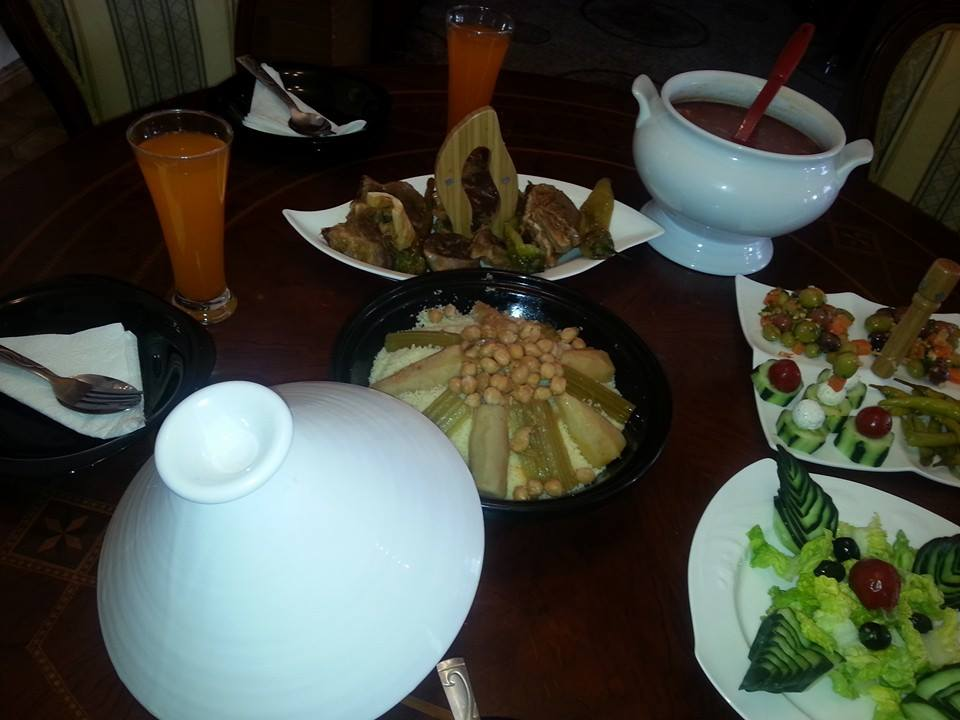
الكسكس الجزائري

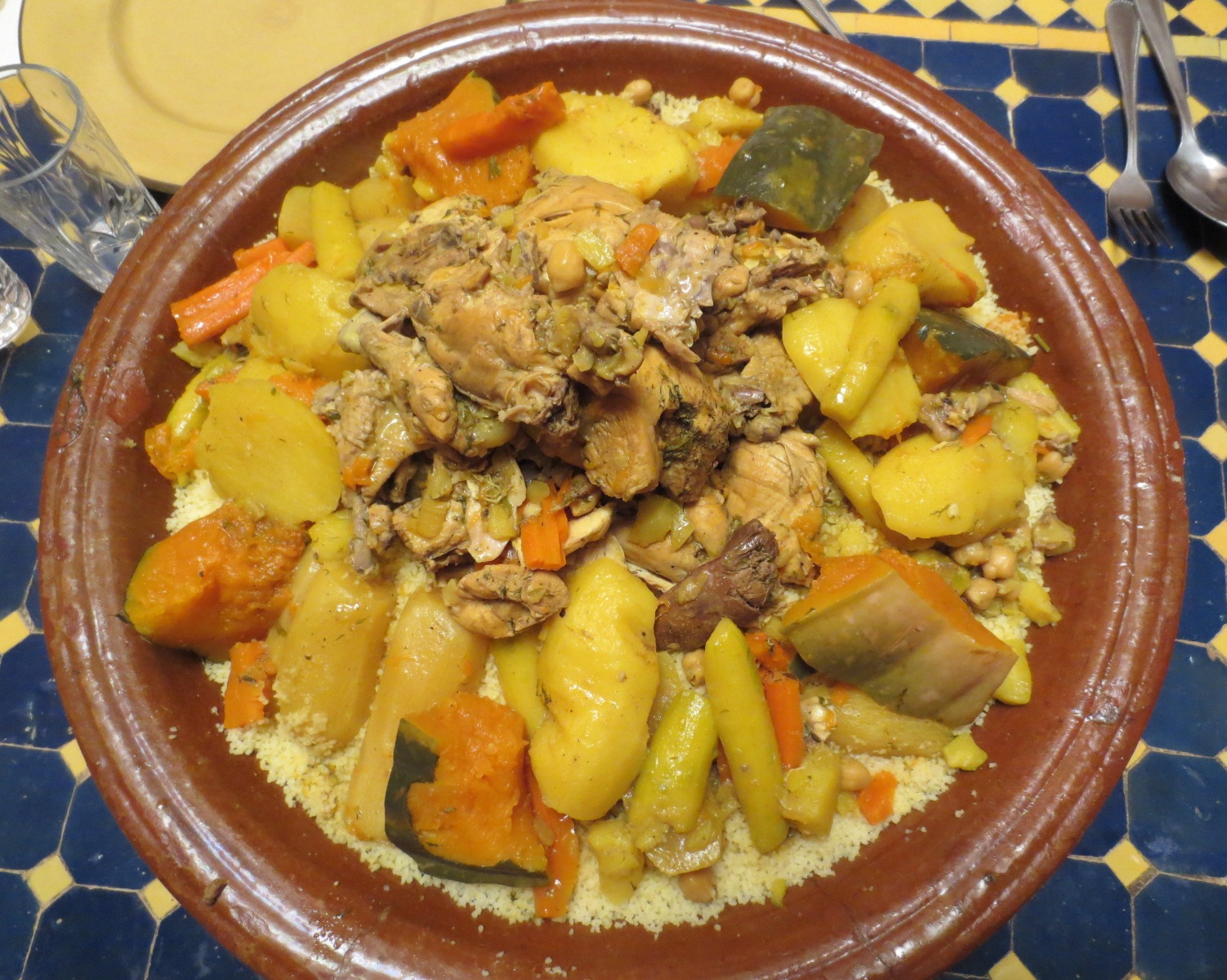
الكسكس المغربي

الكسكس هو الطبق الوطني الحقيقي. هناك ألف طريقة وطريقة لإعداده. يتم إعداده كل منطقة، مدينة، قرية وواحة. اعتمادا على المنطقة، يتم تقديم الكسكس مع الدجاج، لحم الضأن، الجمل أو الأسماك، وتصدرت مع اللفت والجزر والفاصوليا الخضراء والكوسا والفاصوليا والقرع. مرة واحدة في لوحة، يتم رش الكسكس مع مرق حار، أحمر، أصفر أو أبيض ويرافقه الخضار واللحوم المختلفة. وهكذا، في المناطق المعزولة وحتى في المنازل الحضرية في شمال البلاد، هناك «كسكس ريفي» مصنوعة من اللحوم المجففة، الكسكس التي أثيرت في الجنوب مع العديد من التوابل والأعشاب، الكسكس اللين والمكرر في المدن الشمالية، الكسكس المأكولات البحرية في المدن الساحلية الصغيرة والكسكس مع النباتات السائدة في المناطق البرية. نجد أيضا الكسكس الحلو والمالح الذي يسمى سفة، ولكن أيضا حلوة تماما ما يسمى مسفوف، وهنا بعض أنواع الكسكس الجزائري:
- كسكس جزائري (من مدينة الجزائر)
- كسكس مغمومة من الأوراس
- كسكس السراير  من ورقلة
- كسكس البلوط  من جيجل (العوانة) وشنوة
- كسكس أمكفول  من منطقة القبائل
- كسكس بالمعمر من القطاع الوهراني
- كسكس المزيت من قسنطينة
- كسكس بالفول مفور من الأغواط
- كسكس أوشو تيني من غرداية
- كسكس أبيسار من منطقة القبائل
- كسكس محور من قسنطينة
- كسكس عصبان
- كسكس حبات تقرت
- كسكس بومفور الوادي وبسكرة
- كسكس مستغانمي
- كسكس حلحال من الجزائر العاصمة
- كسكس شرشالي
- كسكس ببوش من مستغانم
- كسكس حمامة من أطلس بليدي
- كسكس زريقة  من عنابة
- كسكس بربوش من الجزائر العاصمة
- كسكس بزلوف لعيد الأضحى

#### شكشوكة
الشكشوكة هو نوع من السلطات أو راتاتوي بالخضار من شرق الجزائر، مصنوعة من الطماطم والفلفل المطبوخ. اعتمادا على المنطقة، ويمكن تقديم هذه الوصفة مع شرائح البطاطا أو البطاطة المقلية والزيتون الأسود والفاصوليا على البخار أو الدهون الحيوانية. في الجزائر، الشكل الأكثر شيوعا هو المحضر مع البصل والطماطم والفلفل، والتي يتم إضافة البيض المخفوق أو المطبوخ في النهاية.

#### أطباق حلوة ومالحة
يتميز المطبخ الجزائري بمجموعة متنوعة من الأطباق الحلوة والمالحة ذات الاصل المغربي التي توجد أساسا في المدن القديمة في شمال البلاد التي استقبلت المهاجرين الأندلسيين: الجزائر، عنابة، البرواقية، البليدة، شرشال، قسنطينة، قليعة، المدية، مليانة، ندرومة، وهران، تلمسان... هناك العديد من الوصفات من الأطباق الحلوة والمالحة التي تتطلب دائما الفواكه المجففة، أو الفاكهة الطازجة، مع قطعة من اللحم ويفضل أن يكون البيض، المطبوخ في جزء مالح أو الكراميل في بعض مناطق. يمكننا أن نرى هذا الاختلاف مع اللحم الحلو حيث يتم قطع اللحوم إلى قطع صغيرة ثم الكراميل، في مدينة عنابة، أو المطبوخة المملحة في التوابل في قطع كبيرة، في مدينة تلمسان.

#### معجنات
رشتة

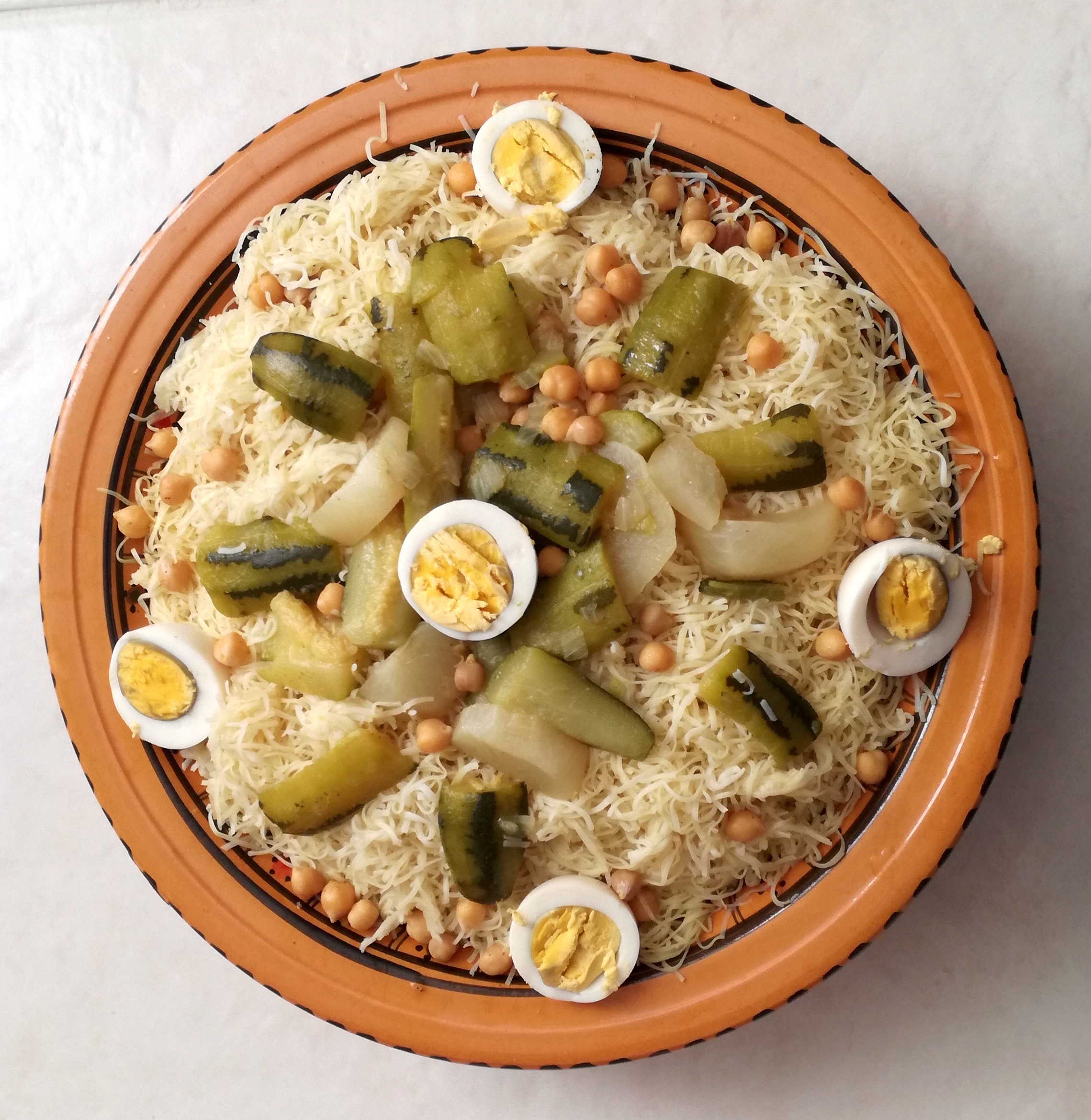

الرشتة هي شعرية رقيقة خفيفة للغاية مصنوعة يدويا من السميد. يتم طهوها على البخار وتقديمها بمرقة بيضاء منكهة بالقرفة مصنوعة من اللحم أو الدجاج، واللفت، والحمص والكوسة.
تليتلي
تليتلي، معجيات تقليدية على غرار لسان الطيور، ويتم إعدادها من سميد، توالت باليد ثم بالارض قليلا. تليتلي هي فريدة من نوعها لمنطقة قسطنطين. يتم إعداده مع صلصة حمراء متبل مع راس الحنوط والفلفل الحلو والكركم والزعفران والطماطم، يرافقه الدجاج واللحوم المفرومة ولحم الضأن. هناك نوع آخر من إعداد تليتلي الذي هو سمعة مدينة قسنطينة، فمن تليتلي أعدت في صلصة بيضاء بنكهة مع الفلفل الأسود والقرفة والضأن والحمص.
دويدا، هو المعكرونة غرامة مماثلة للشعيرية. صناعة دويدا تتطلب الكثير من الوقت وبالتالي ارتفاع سعر 800 دينار للكيلو الواحد. مدينة جيجل تشتهر بإعدادها التقليدي مع الدجاج، كديد والحمص ولكن أيضا لاستخدام الزعفران والقرفة التي هي العناصر الرئيسية لهذا الطبق. في عنابة، تؤكل دويدا كحساء بسيط مصنوع من الفلفل المكثف والحليب المملح فقط، ولكن في بعض الأحيان مع إضافة قطع من الجبن الطازج.
تريدا، أو مكرتفة في الجزائر هي المعجنات التي أعدت فقط في مدينة الجزائر وفي مدن قسنطينة. إنه عجين رقيق، على شكل مسطح، حرفي 16 يتم تحضيره فقط في الصلصة البيضاء.

### حلويات
يوجد عديد من أنواع الحلويات في الجزائر تختلف من منطقة إلي اخر، حيث تتميز العاصمة بالحلويات تعتمد أساس على اللوز وهو مكون اساسي لها، فمنها البقلاوة، مقروط اللوز، العريش، اما منطقة الشرق والجنوب الجزائري تعتمد على الدقيق والتمر للصناعة الحلوي منها مقروط، اما الغرب يعتمد على الطحين للصناعة الكعك الجاف ويحتوي على عديد من التوابل منها حبة الحلوة

#### تحلية
من بين الحلويات الكريمية الأكثر شعبية، هناك المحلبي وهو كريم من الأرز التقليدي المصنوع من الحليب وماء زهر البرتقال والسكر في مدينة الجزائر وقسنطينة، تعد بالحليب ونشا الذرة وماء الورد أو ماء زهر البرتقال ويزحرف بالفواكه المجففة أو الفاكهة الطازجة مع إضافة القرفة على سطح المحلبي.

## نظام الأكل في الجزائر

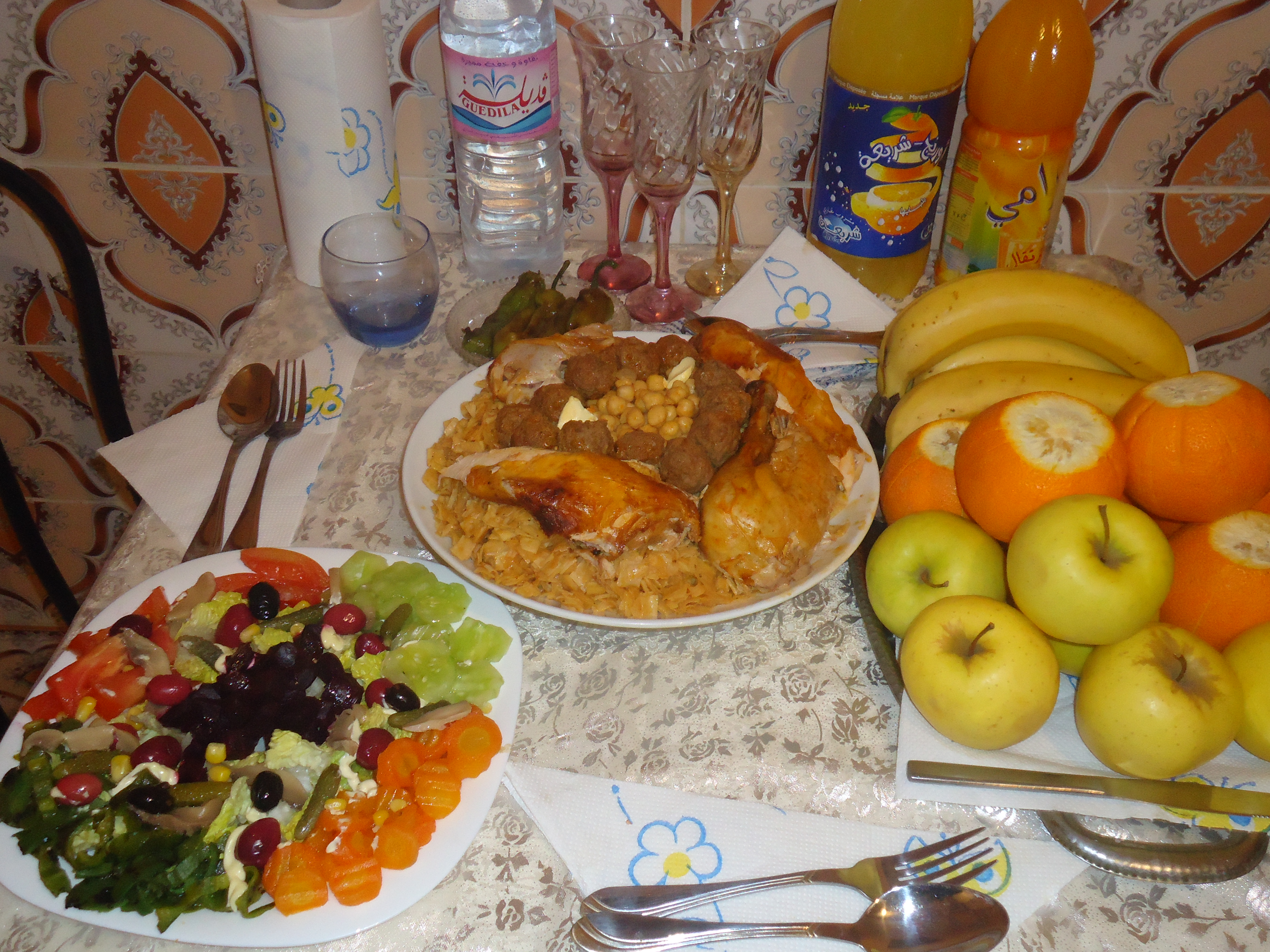

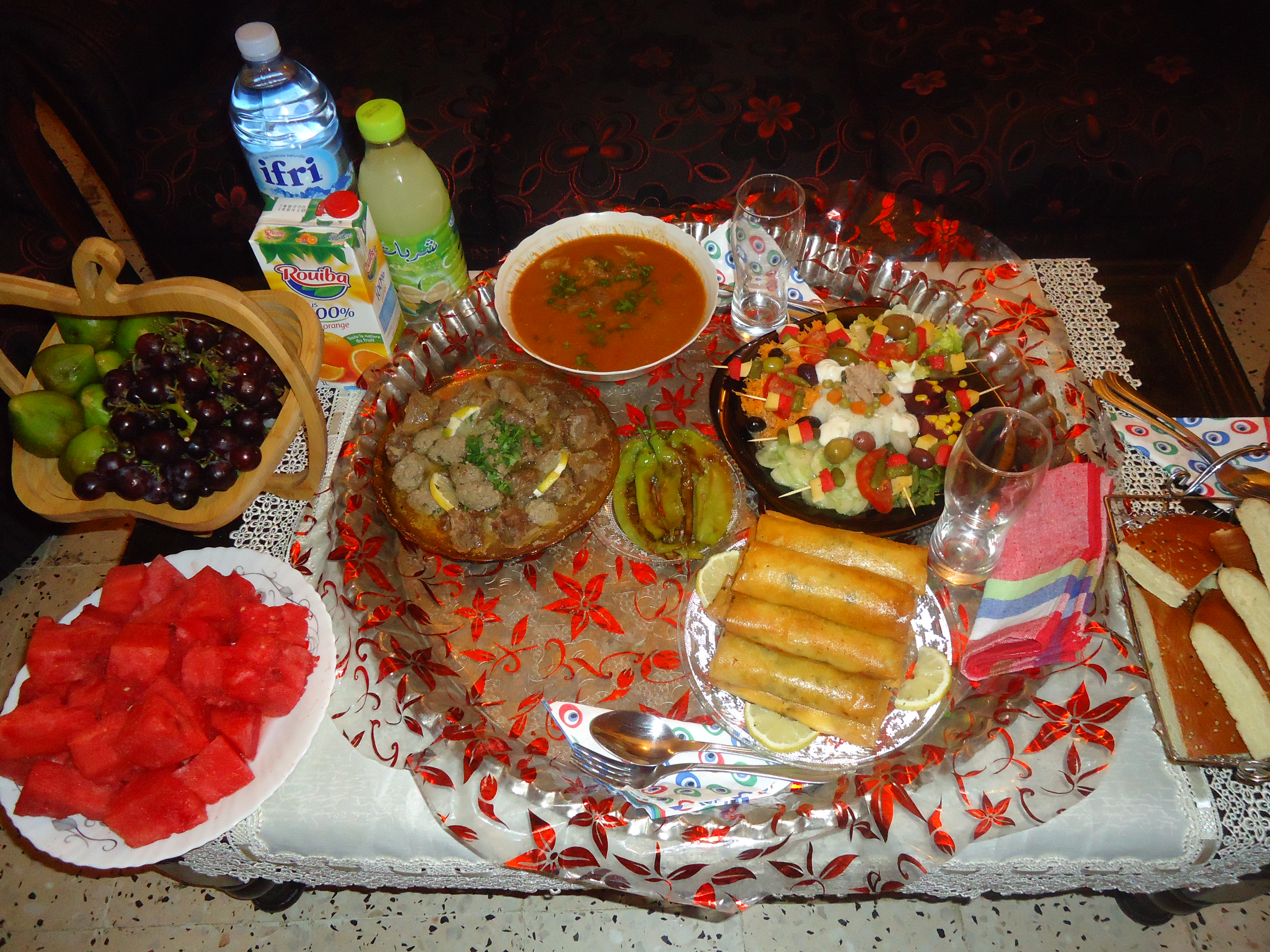
فطور رمضان في الجزائر، شوربة الفريك، بوراك...

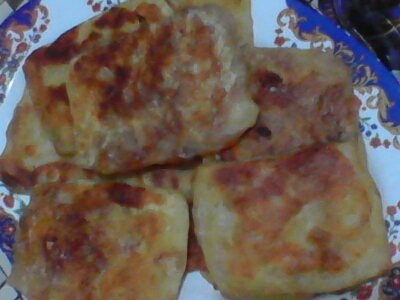
المحاجب أو المحجوبة.

يعتمد نظام الأكل في الجزائر على ثلاث وجبات رئيسية فطور الصباح ويُؤخذ عند الثامنة أو قبلها، مراعاة لساعات العمل الذي يبدا على العموم عند الساعة الثامنة صباحاً وهو عبارة عن قهوة عادة بالحليب والخبز والزبدة والمربى. ثم عند المنتصف النهار تؤخذ وجبة الغداء التي تكون مكونة من أكلة رئيسية (مرق أو كسكس أو سمك أو... حسب الموسم.) مع سلطات وفواكه أو مياه غازية...) ثم قهوة المساء وإن كانت ليست ضرورية يمكن الأستغناء عنها وتتمثل في القهوة أو الشاي الأخضر مع الخبز وعادة مايستغنى على الخبز بمعجنات أو الحلويات التقليدية أو حتى البيسكوت دون الإكثار من الأكل لتأتي في الأخير وجبة العشاء وهي الوجبة الرئيسية للجزائريين بحيث حتى عند دعوة الأقارب والأصحاب عادة ما تكون في العشاء، وتعتمد على مقبلات من السلطة وحساء ثم الأكلة الرئيسية التي تكون إما مرق بالخضار الموسمية أو صحن من السمك حسب الموسم والقدرة الشرائية للأشخاص.
أركان الوليمة الكاملة في الجزائر
أولا الحساء: حريرة أو شربة أو الجاري (مرقة). مع مقبلات وسلطات متنوعة.
ثانيا : طاجين الحلو: ويكون إما بالزبيب أو البرقوق المجفف أو المشمش المجفف أو السفرجل أو التفاح.
ثالثا: يمكن لحم مشوي إما القاشوش وهو نصف القفص الصدري أو كل القفص الصدري أما الكتف أو أي قطعة كبيرة من اللحم.
رابعا المسفوف : الكسكسي ويكون مع الخضر الموسمية واللبن.
وأخيرا الشاي الأخضر بالنعناع مع المكسرات يتم تحضيره بطريقة تقليدية أسلوب سكب الشاي لا يقل أهمية عن جودته أو القهوة مع الحلويات في الشرق الجزائري.
ومن أشهر الأطباق الجزائرية هي الكسكس، الطاجين، المروزية، الدولمة، الحريرة أو الشوربة (الجاري)، الحميس، الشخشوخة، الكسرة، المحاجب، القرانطيطة، البوراك، الرشتة.

## مأكولات جزائرية تقليدية

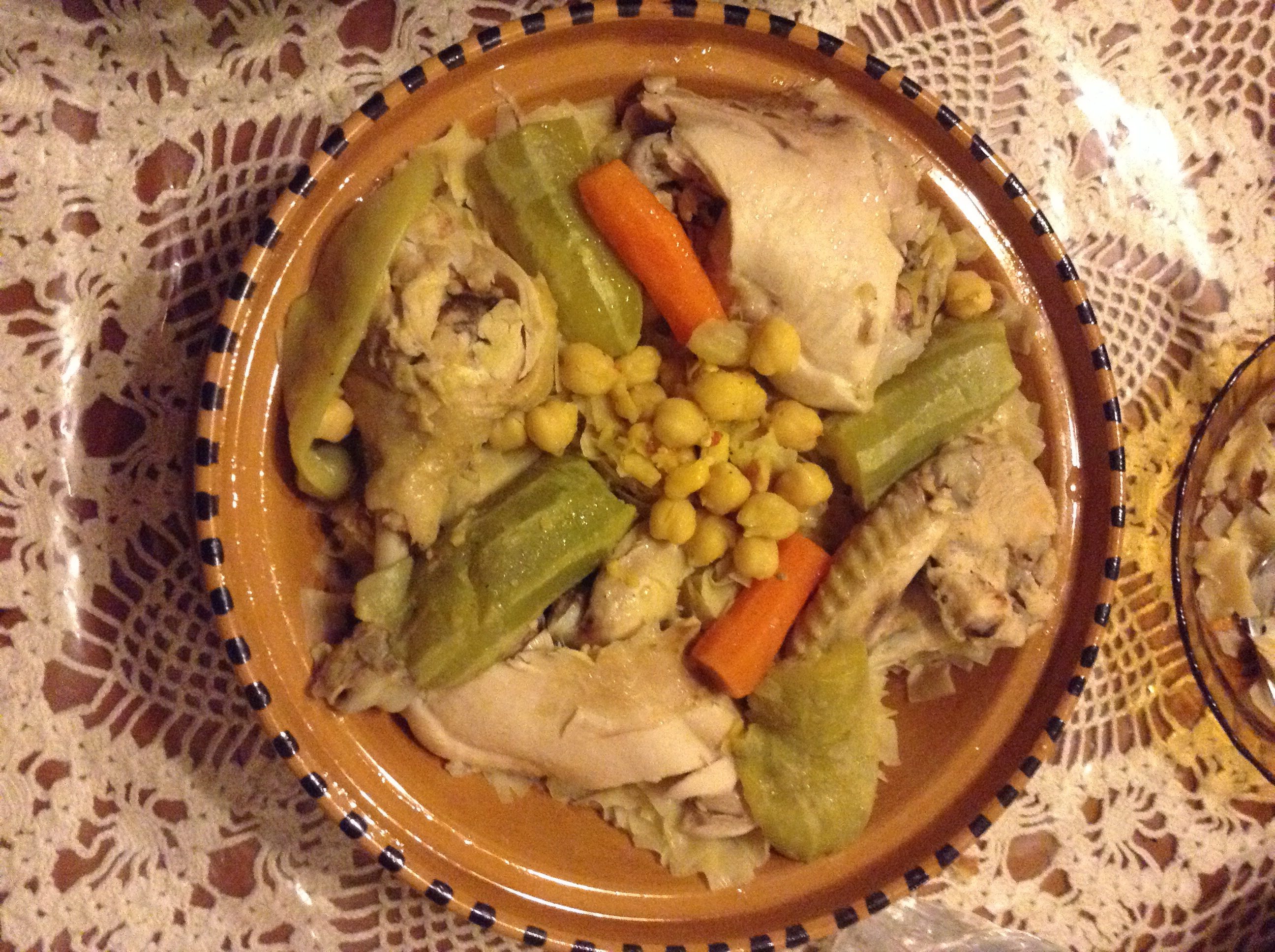
ثريدة

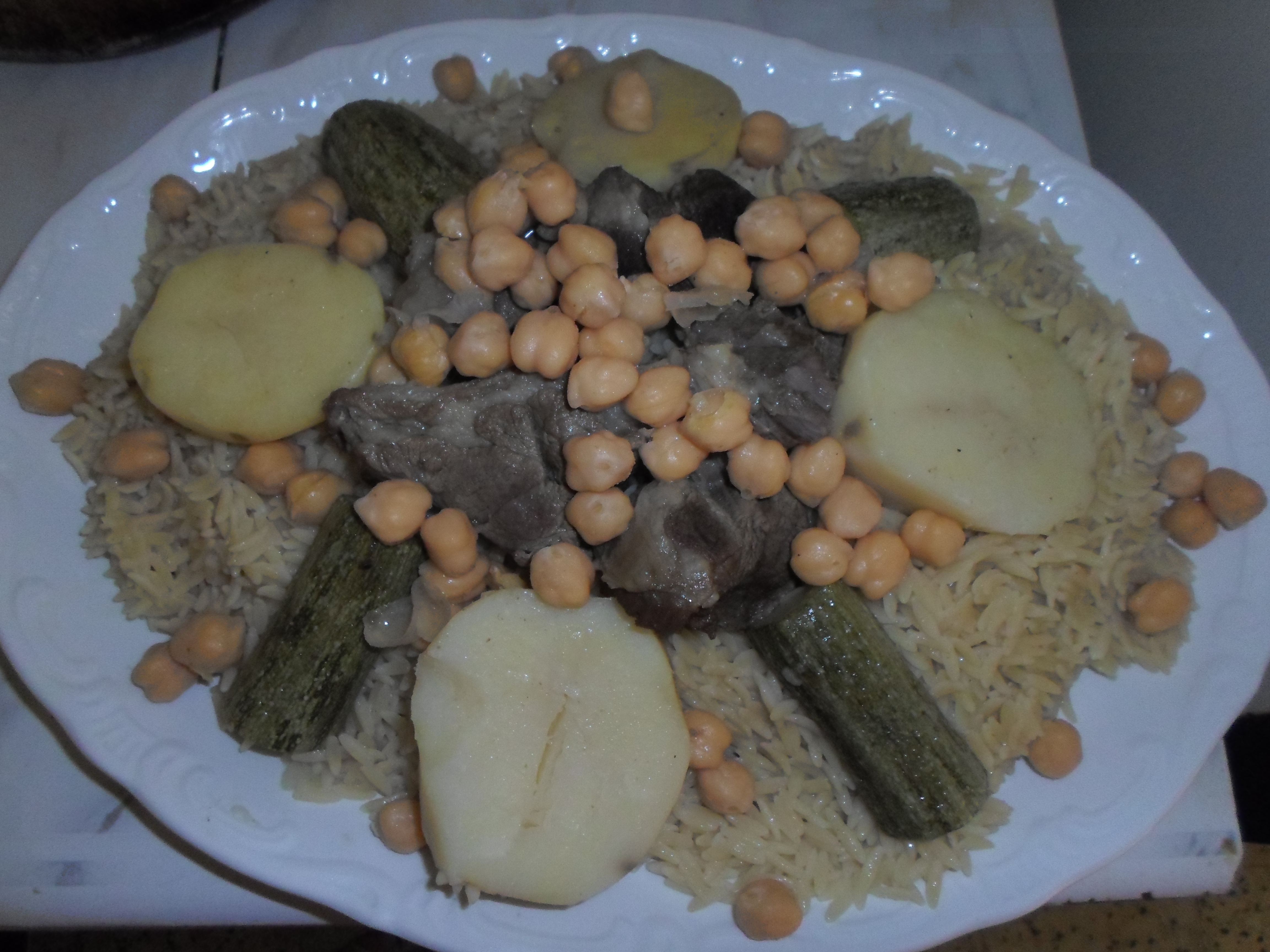
تليتلي

### كسرة (خبز جزائري)

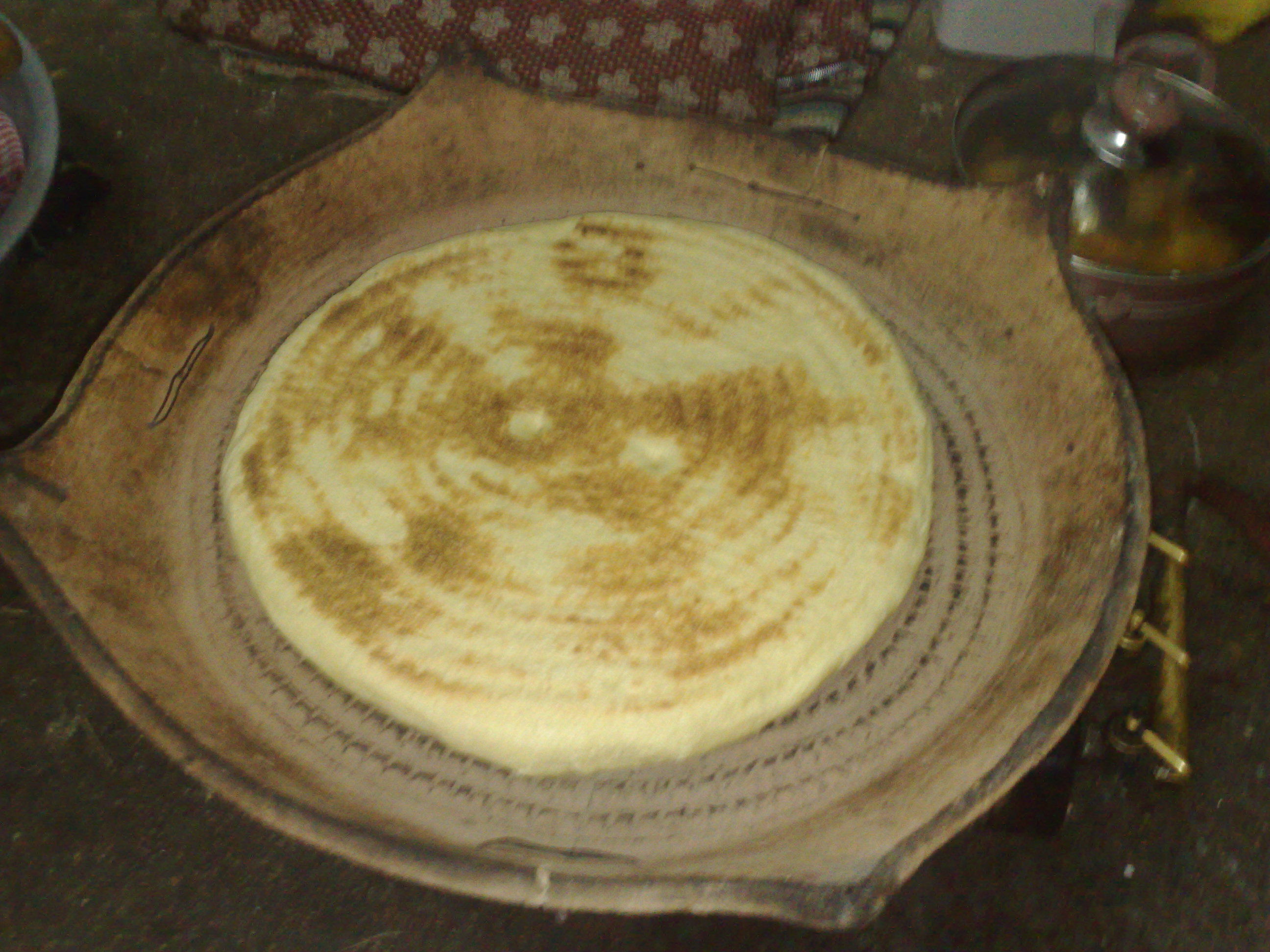
الرغيف الشاوي (أرخساس)

يعرف المطبخ الجزائري بأنواع متعددة من الخبز وغالبا ما يفضل الجزائريون اعداد هذا الخبز في المنازل (خبز الدار) أو كسرة (خبز جزائري) بدل أقتناءه من المخابز، ويتنوع الخبز الجزائري بتنوع الحضارات والثقافات التي مر بها تاريخ الجزائر العظيم، إليكم بعض الأنواع وكذلك النصائح التي تجدينها مفيدة لكي أنتي أختي ولعائلتك كما راح أقدم لكي أسهل الطرق لاعداد خبز جميل رائع وغني في نفس الوقت، ويعتبر المطلوع نوعا من أنواع الخبز المحبّب وخاصّة في شهر رمضان المعظّم، أكلة شهية لدى الجزائريين في أيام رمضان.

### شوربة
يعد الحساء من أهم الوجبات بالجزائر حتى أنه لا تكتمل أي وليمة أو دعوة عند العائلات الجزائرية دون ات تبتدا بالحساء وهو كما الحال في كلأنواع الطبخ الجزائري يختلف من جهة لأخرى فهو الشوربة الفريك أو (الجاري) عند الشرق والمقطف في العاصمة في الغرب حريرة وتشيشة في الجنوب.

### الكسكس الجزائري

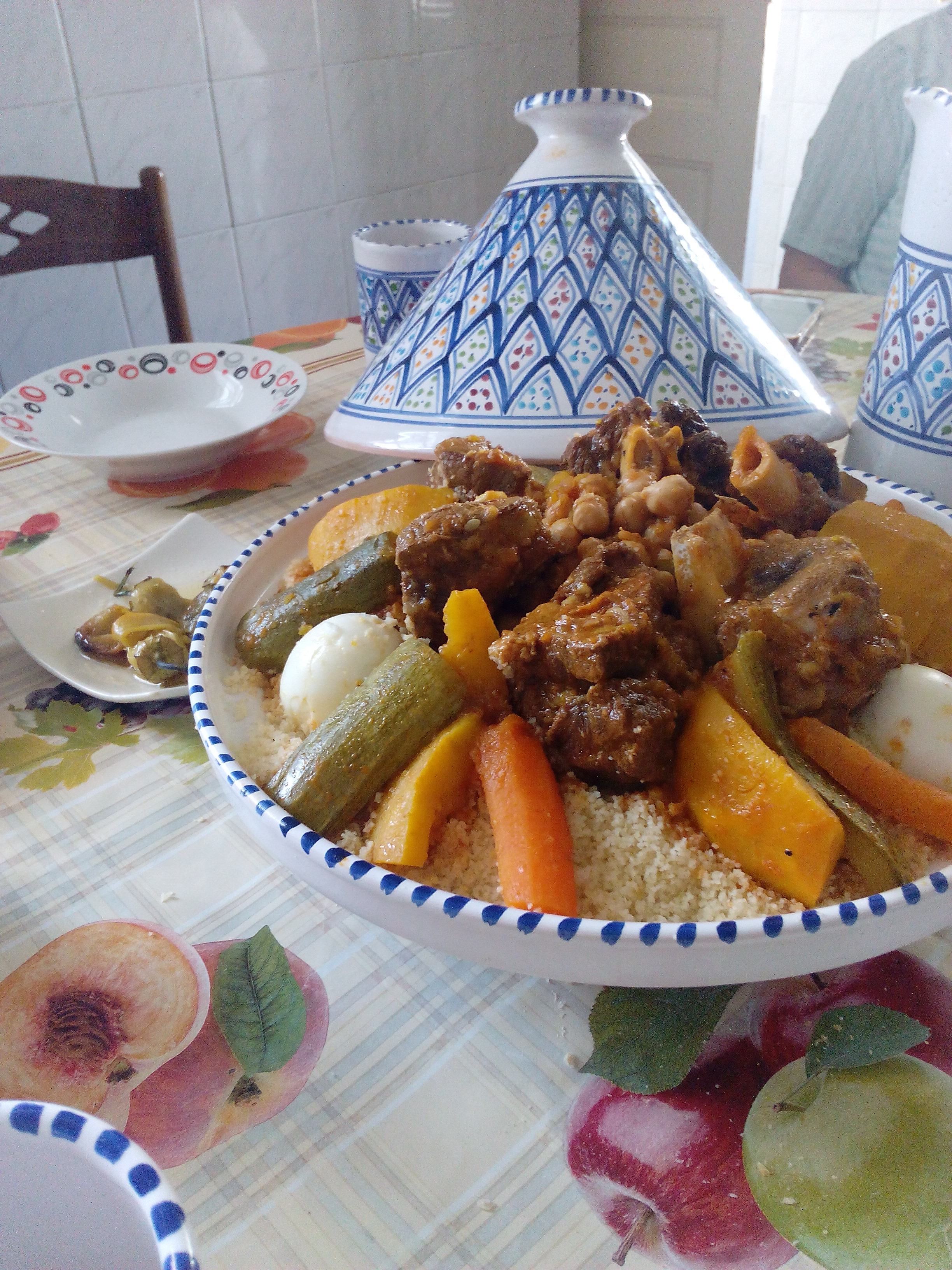
الكسكس النوميدي الجزائري

الكسكس الجزائري، من الأطباق الجزائرية الأصيلة حظيت بدورها باهتمام منظمة اليونسكو العالمية للتراث الإنساني على غررا طبق الكسكسي الجزائري الذي عرف شهرة منقطعة النظير عبر كافة أقطار العالم وصنف ضمن أكثر الأطباق انتشارا، إضافة لتبني معظم المطاعم العالمية لهذا الطبق نظرا للطلب المتزايد عليه وذلك ما دفع بمنظمة اليونيسكو إلى تصنيفه ضمن التراث الإنساني للمحافظة على هذا الإرث التقليدي الذي يعود تاريخه إلى ماضي سحيق عهد ماسينيسا ملك مملكة نوميديا وتوارثته الأجيال عبر الأزمنة وأنتشر في البلدان المجاورة، كما شهد هذا الطبق عبر العصور تطويرا في طريقة تحضيره وتقديمه وتزيينه، بالإضافة إلى تعدد تسمياته، الكسكس أو الكسكسي أو الطعام في الجزائر أو «سيكسو» بالأمازيغية و«البربوشة» في منطقة الأوراس، حيث تعددت التسمية والطبق واحد وهو عبارة عن وجبة جزائرية تقليدية تصنع من السميد أو طحين القمح والذرة في شكل حبيبات صغيرة، يطبخ بالبخار ويضاف إليه اللحم على كافة أنواعه سواء أكان لحم ضأن أو عجل أو دجاج أو سمك بالإضافة إلى الخضار المتنوعة كاللفت والجزر والقرع واليقطين والبطاطا والفلفل الحار، غيرها من المكونات التي تصنع تنوع الطبق حسب الأذواق والرغبات. هذا ويحظى طبق الكسكسي بأزيد من 400 نوع يختلف حسب طريقة التحضير والمكونات وحتى طريقة التزيين بين كسكس مالح وحلو على غرار (كسكس الخضر) و (كسكس الحليب واليقطين) و (الكسكس المصنوع بشرائح البصل) و (الكسكس بالسمك) و (الكسكس بالقديد) “اللحم المجفف” و (الكسكس بالعصبان) و (الكسكس بالديك الرومي والدجاج) بالإضافة إلى (الكسكس الحلو) الذي يتم صنعه بالزبيب والسكر والمكسرات ويتناول مع الحليب واللبن. ويذكر أن الجزائر نظمت المهرجان الدولي للكسكسي بقصر المعارض بالعاصمة الجزائرية أين عرفت المنافسة مشاركة 34 مشاركا لطبق الكسكس من مختلف أنحاء الجزائر كما شهدت التظاهرة مشاركة من دول أجنبية أخرى على غرار مصر وتونس وتركيا ودولة فلسطين كضيف شرف، أين تم الإعلان خلال الحدث على أن منظمة اليونسكو ستقوم خلال شهر مارس المقبل بتصنيف طبق الكسكس المغاربي ضمن التراث العالمي الإنساني وذلك بأسم كل من الجزائر وبلدان المغرب العربي.
وهاك بعض الوصفات:
- كسكس بالدجاج.
- كسكس بالحليب.
- كسكس عرب
- البركوكس
- كسكس بالحوت
- كسكس بالخضر.
- كسكس بالعصبان.
- كسكسي قبايل.
- كسكس معمر.
- مسفوف بالجلبانة.
- كسكسي بالتمر.
- سفة بالدجاج.
- سفة بالزبيب.
- كسكس بالخليع.
- كسكس الشعير
- طعام بالصراير (اعشاب)
- كسكس باللحم
- كسكس بالقرع
- كسكس بالبندراق (الرجيلة) في منطقة الواحات وواد ريغ
- المردود.
- كسكسي بالفول

## مطبخ السهوب
تزخر منطقة السهوب عموما والأغواط بالأخص بمأكولات متنوعة يأتي على رأسها الكسكس الشهير بالطعام، فما من مناسبة أو أحتفال إلا ويكون حاضرا فيها الطعام الشهير بالمنطقة أي الكسكس الذي غلب عليه لأهميته وأنتشاره تسمية «الطعام». وطعام «كسكس» الأغواط يمتاز بتركيبته ومذاقه عما هو معروف عن هذه الأكلة في المدن الأخرى.

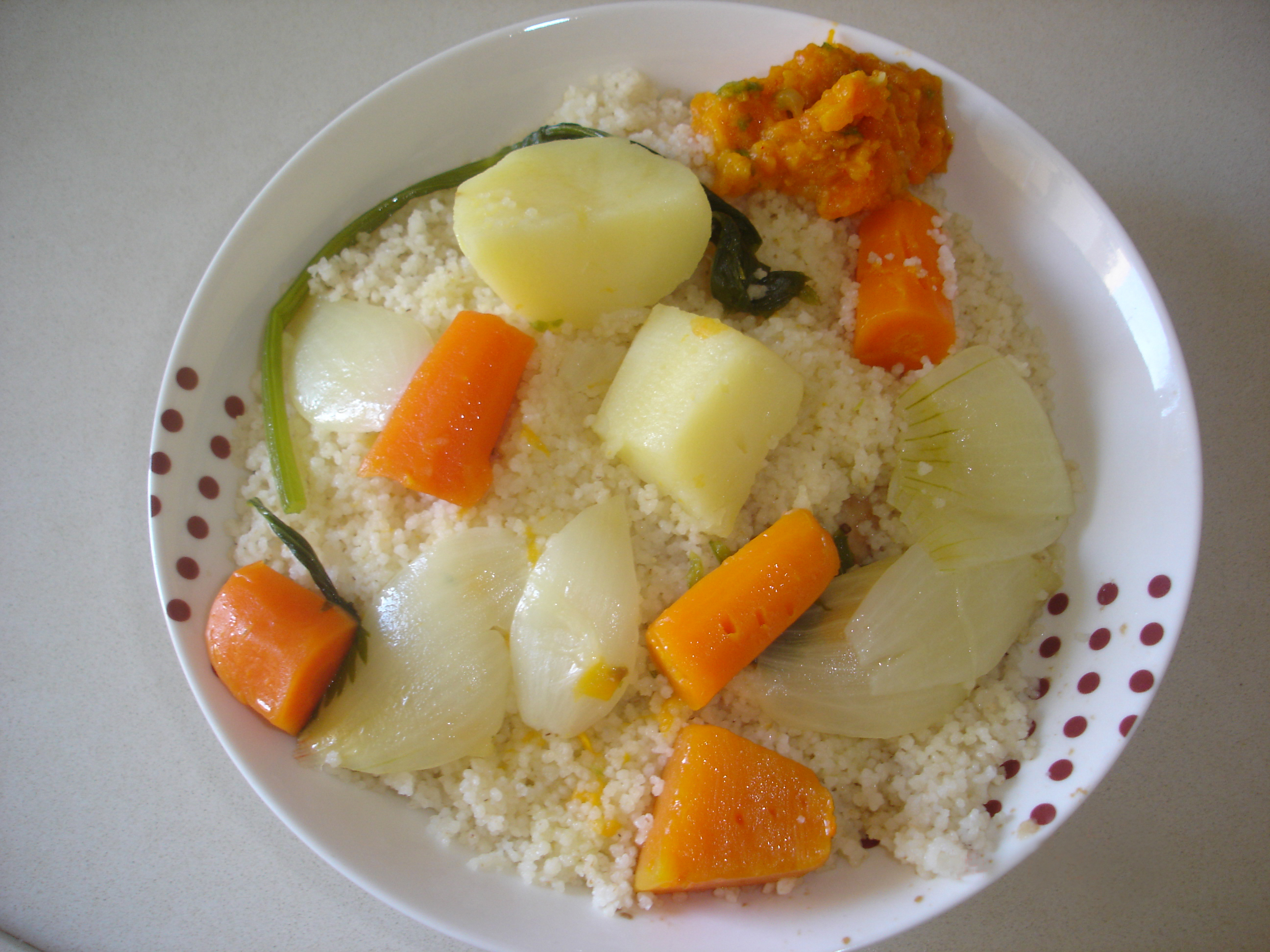
طعام الكسكس

وهناك أكلات أخرى كثيرا ما تحضر في المناسبات الأحتفالية منتشرة في هذه المنطقة والمناطق السهبية المجاورة ولا زالت متداولة رغم تأثير كل من الأطعمة ذات المنشأ الغربي والمشرقي في السنوات الأخيرة.وهذه أشهرها : المصور، الشوى، المردود، التشيشة:(تشيشة عادية بالمرق واللحم، تشيشة فريك كسابقتها غير أنه يستعمل فيها الفريك وهو القمح الأخضر المنزوع في فصل الربيع ويرحى ويدشش، تشيشة مفلقة وهي تشيشة مطبوخة في الماء والملح أي بدون مرق) والتشيشة أو بالأحرى دشيشة تنتج عن رحي قمح صلب يّقال دشش أي قطعه إلى قطع متناهية في الصغر لا ترقى لتكون طحينا فهي الدرجة ما قبل الطحين مباشرة ويستعمل لطحنها مطاحن حجرية من عهد ما قبل الرومان تسمى الرحى، من هنا نستخلص معنى تشيشة هي الشوربة بالمرق ودشيشة هي المادة الأولية التي تصنع منها وهي القمح المدشش وهنك ِكلة أخرى من فصيلتها يطلق عليها الـشـربة charba تستعمل فيها السباقيتي الصغيرة أو سباغيتي مجزئة لقطع صغيرة طبعا بالمرق والللحم أو الدجاج.
السفة أو المسفوف الكسكس بدون مرق، الشخشوخة، البوصلوع، البربورا، الرفيس، الملة، خبزة بالدوا المحاجب، المتخومة، الحريرة (نوع آخر من التشيشة غير أنه عوض الدشيشة المستخلصة من رحي القمح يسعمل الدقيق المستخلص من السميد) ; وهناك مأكولات لا ترتقي لمصاف أطباق يمكن اعتبارها من المُحلّيات مثل المذكر، المبسس، المسمن، المحروق، السفنج، البغربر، الفتات، الفطير المطلوع بدون خميرة، البسيسة وتصنع بالدقيق والتمر وهنك أنواع منها كالبوكعوالة فيصنع بالسميد والتمر (الدقيق يستخلص من السميد ويسمّى محليا تشيشة رقيقة) وهناك كرات من البسيسة تسمى الكعبوش يَقال كعبوش بسيسة حيث كانت تَشكّل البسيسة على شكل كعبوش فيسهل حملها لتكون غذاء للموّالين والرَعاة، الطمينة، المشوشة، المسكوتشا، الروينة، القديد وهو اللحم الجفف المشرح والمملح، المرمز، الشرشم، اللبا، الكليلة = اللبن المجفف، الرزيزة = الكليلة مرفوسة بالتمر، الرب بضم الراء = معجون التمر، اللاقمي = عصير لحاء النخيل، الشنين = اللبن، الجبن، الرايب.
- أمّا الخبز الذي يُتناول في المنطقة عموما فهو المطلوع وهو يعتبر الخَبز الوطني للجزائر ويلاحظ تناوله في الجزائر الداخلية أكثر من المُدن الكبرى الساحلية. وهنك أنواع منه بعضها صحي أكثر كخَبز (الكسرا) الشعير والخبز القمحي والملّة والفطير.

| - المسمن - خبز المطلوع - كسرة فطير - شوربة فريك : تشيشة |